# Siltepec
Siltepec es una localidad del estado mexicano de Chiapas, cabecera del municipio homónimo. 

## Toponimia
El nombre Siltepec proviene del náhuatl y se traduce como "del cerro de los caracolitos".

## Geografía
La localidad está ubicada en la posición 15°33′26″N 92°19′24″O / 15.55722, -92.32333, a una altitud de 1528 m s. n. m.
Según la clasificación climática de Köppen, el clima corresponde al tipo Aw - Tropical seco.

## Demografía
Cuenta con 3645 habitantes lo que representa un incremento promedio de 0.71% anual en el período 2010-2020 sobre la base de los 3400 habitantes registrados en el censo anterior. Ocupa una superficie de 1.082 km², lo que determina al año 2020 una densidad de 3368 hab/km².
| Gráfica de evolución demográfica de Siltepec entre 2000 y 2020    |
|                                                                   |
| Fuente: Instituto Nacional de Estadística Geografía e Informática |

En el año 2010 estaba clasificada como una localidad de grado medio de vulnerabilidad social.
La población de Siltepec está mayoritariamente alfabetizada (4.39% de personas analfabetas al año 2020) con un grado de escolarización en torno de los 9 años. Solo el 0.03% de la población es indígena.